# Appeal to Reason
Appeal to Reason är det femte studioalbumet från amerikanska punkrock-bandet Rise Against. Det släpptes den 7 oktober 2008. Det är bandets tredje album på ett stort skivbolag och deras första med nuvarande gitarristen Zach Blair.
"Re-Education (Through Labor)" släpptes som förstasingel den 25 augusti 2008. Den följdes av "Audience of One" i januari 2009. "Re-Education (Through Labor)" medverkar i tv-spelet Guitar Hero World Tour och finns att köpa till tv-spelet Rock Band och Rock Band 2.
Albumet nådde tredje plats på Billboard 200. 

## Låtlista
1. "Collapse (Post-Amerika)" - 3:19
2. "Long Forgotten Sons" - 4:01
3. "Re-Education (Through Labor)" - 3:42
4. "The Dirt Whispered" - 3:09
5. "Kotov Syndrome" - 3:05
6. "From Heads Unworthy" - 3:42
7. "The Strength to Go On" - 3:27
8. "Audience of One" - 4:05
9. "Entertainment" - 3:34
10. "Hero of War" - 4:13
11. "Savior" - 4:02
12. "Hairline Fracture" - 4:02
13. "Whereabouts Unknown" - 4:02
14. "Historia Calamitatum" - 3:22

iTunes Bonuslåtar
1. "Elective Amnesia" - 3:54
2. "Prayer of the Refugee" (Live) - 4:12